# Gentianella bridgesii
Gentianella bridgesii là một loài thực vật có hoa trong họ Long đởm. Loài này được (Gilg) Fabris ex T.N.Ho & S.W.Liu mô tả khoa học đầu tiên năm 1993.